# Quartet de corda núm. 12 (Weinberg)
El Quartet de corda núm. 12, op. 103, fou compost per Mieczysław Weinberg entre l'agost de 1969 i el maig de 1970. Weinberg va haver d'esperar tres anys per a l'estrena el 14 d'abril de 1971, interpretada pels solistes de l'Orquestra de Cambra de Moscou en una petita sala del Conservatori de Moscou. El va dedicar al compositor Veniamín Bàsner.

## Origen i context
El 1966 Weinberg encara no havia sortit de Moscou des de la seva arribada el 1939 fugint de la guerra i ho va fer per viatjar a la seva ciutat natal Varsòvia per participar en el Festival Internacional de Música Contemporània "Tardor de Varsòvia". Tanmateix, el compositor no va gaudir gaire de l'estada. En primer lloc, es va sorprendre pel fet que tots els seus records de la Varsòvia s'havien esborrat, literalment. En segon lloc, en aquells moments començava una època d'avantguarda molt diferent de la música que Weinberg estava component, força més tradicional. Per tot plegat, la música de Weinberg no va ser molt apreciada al Festival de Varsòvia.
El Quartet núm. 12, al costat del Quart o el Sisè, marca el millor moment del seu període mitjà, etapa que estava experimentant mentre assimilava les influències de Bartók, del dodecafonisme i de l'Escola de Varsòvia.
El tercer moviment, el Presto, és un exemple delsscherzos típics de Weinberg i el seu amic Xostakóvitx, enèrgics, febrils i descontextualitzats, impulsats per una intensa energia rítmica, que tant van dominar amb mestria.

## Moviments
- I. Largo
- II. Allegretto
- III. Presto
- IV. Moderato